# Vägvisaren (1975)
Vägvisaren (rysk originaltitel: Дерсу Узала, Dersu Uzala) är en sovjetisk-japansk äventyrs- dramafilm från 1975 i regi av Akira Kurosawa. Manuset är baserat på Vladimir Arsenjevs reseberättelse, som utgavs 1923. Filmen vann en Oscar för bästa utländska film vid galan 1976.

## Handling
Filmen utspelar sig i regionen kring bergskedjan Sikhote-Alin i sydöstra Sibirien 1902–1910, då den ryske officeren och upptäcktsresanden Vladimir Arsenjev lede kartläggningsexpeditioner i området. Där träffar han den nanaipälsjägaren Dersu Uzala, vars livserfarenheter och stora kunskap fascinerar Arsenjev. De två blir nära vänner och kommer att tillbringa mycken tid i varandras sällskap.

## Rollista
- Maksim Munzuk - Dersu Uzala
- Jurij Solomin - Vladimir Arsenjev
- Svetlana Daniltjenko - Anna Arsenjev
- Dmitri Korsjikov - Wowa
- Suimenkul Tjokmorov - Jan Bao
- Vladimir Kremena - Turtwigin
- Aleksandr Pjatkov - Olenin